# フアン・ピエール
フアン・ドヴォーン・ピエール（Juan D'Vaughn Pierre, 1977年8月14日 - ）は、アメリカ合衆国・アラバマ州モービル出身の元プロ野球選手（外野手）。左投左打。

## 略歴

### プロ入り前
1977年にアラバマ州で生まれる。「フアン」というスペイン語圏の名前は、父のお気に入りの選手だったドミニカ共和国出身の殿堂入り投手フアン・マリシャルから取って名付けられた。大学野球の選手だった父の影響で兄2人と共に野球を始める。1995年と1996年にシアトル・マリナーズからのドラフト指名を受けたが、その時は入団しなかった。高校卒業時にはアイオワ州立大学からバスケットボールの奨学金のオファーを受けたが、それを断りガルベストン短大に進学。その後南アラバマ大学へ移る。

### ロッキーズ時代
1998年、ドラフト13巡目でコロラド・ロッキーズに入団。2000年8月7日にメジャーデビューを果たし、9月6日から9月22日にかけて15試合連続で安打を放った。新人資格を持つ選手としては1982年のケント・ハーベックが23試合連続安打を記録して以来となる長さである。打率.310を記録し、新人王の投票数は6位に入った。
2001年には1番センターとしてレギュラーに定着し、打率.327、リッチ・オーリリアに次ぐリーグ2位の202安打、11三塁打は球団タイ記録となった。46盗塁を記録し、ジミー・ロリンズと共に初のナショナルリーグ盗塁王となった。

### マーリンズ時代
2002年11月16日、プレストン・ウィルソンおよびチャールズ・ジョンソン、パブロ・オズーナおよびヴィク・ダレンスボーグとのトレードで、マイク・ハンプトンと金銭と共に、フロリダ・マーリンズ（現：マイアミ・マーリンズ）へ移籍した。
2003年は全162試合に出場し、球団新記録となる204安打、65盗塁を記録し、2年ぶりに単独で盗塁王に輝いた。チームのワールドシリーズ制覇の原動力となる活躍を見せた。2004年には全162試合をフルイニング出場し、打率.326、リーグ最多の221安打、12三塁打を記録した。
2005年のシーズン後にセルジオ・ミトレ、リッキー・ノラスコ、レニエル・ピントら若手投手との3対1のトレードでシカゴ・カブスに移籍。

### カブス時代

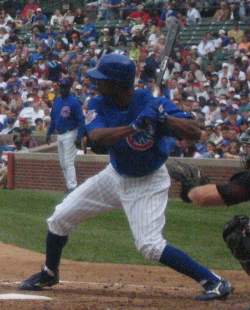
2006年4月11日

2006年2月に1年575万ドルで契約。リグレー・フィールドのよく整備された深めの芝に打球の勢いが殺され、最初の2か月こそ不振だったものの、より力強くスイングすることで対処し、徐々に調子をあげていった。最終的に打率.292だったものの、2度目の最多安打（204安打）をマーク。打率3割未満で200安打以上を記録しているのはバディ・ベル以来、史上2人目である。守備では379の守備機会に対して失策は0だった。同年9月には、アーロン・ローワンド放出以来、正中堅手不在に悩まされてきたシカゴ・ホワイトソックスに来期は移籍するという噂が流れたものの、結局は実現しなかった。同年オフにFAとなり、11月22日に5年総額4400万ドルでロサンゼルス・ドジャースに移籍した。

### ドジャース時代

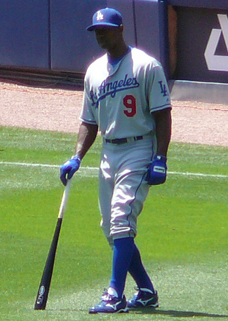
2008年4月20日

2007年は、リーグ2位の64盗塁を記録し史上2人目となる異なる4チームで通算50盗塁以上を達成。
2008年はアンドリュー・ジョーンズ加入のため左翼手へコンバートされると見られたが、開幕当初はアンドレ・イーシアーと併用され、ベンチスタートも少なくなかった。ジョーンズが故障者リスト入りした5月以降は、ライトのマット・ケンプがセンターのポジションに入り、イーシアーはライトに回ったことで、レフトのレギュラーに定着。ジョーンズと同じく故障者リストに入ったラファエル・ファーカルに代わる切り込み隊長して活躍していたが、7月に左膝を痛めて戦列を離れ、8月に復帰した後は新加入のマニー・ラミレスがレフトのレギュラーとなったため、センターの座をケンプと争い、再びベンチスタートが多くなった。最終的に40盗塁を記録したものの、既定打席には到達せず、レギュラーに定着した2年目以降では最低の成績に終わった。
2009年も、前年後半に引き続いて控え外野手としてスタート。しかし、正左翼手のマニー・ラミレスが、薬物既定違反で50試合の出場停止処分を受けると、左翼手のレギュラーに復帰した。

### ホワイトソックス時代

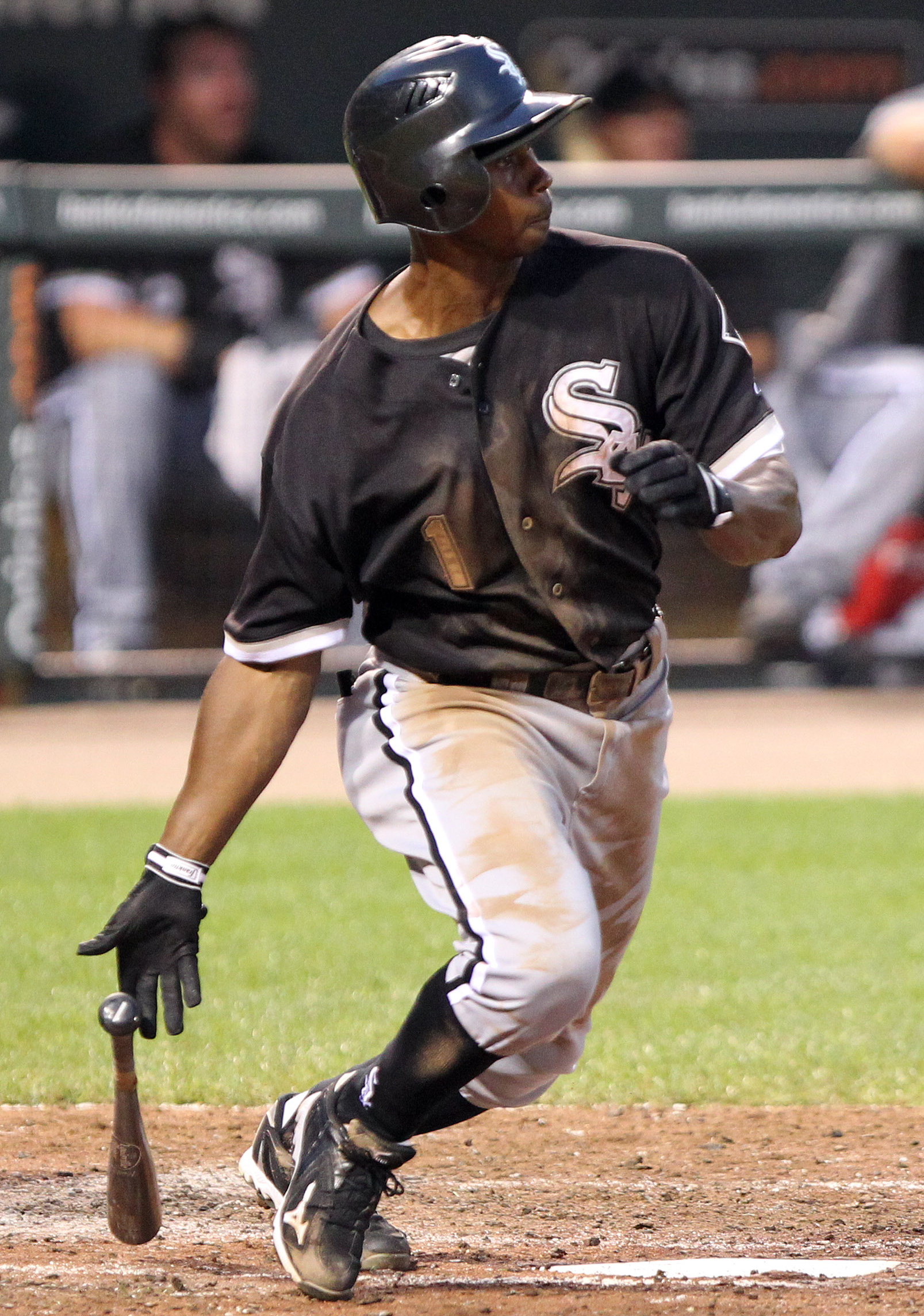
2011年8月8日

2010年はドジャースの構想に外れた形でシカゴ・ホワイトソックスへトレード移籍。序盤は低打率に苦しんだが、6月以降に調子を上げ、最終的に自己最多の68盗塁を記録してアメリカンリーグ盗塁王に輝く。両リーグでの盗塁王獲得はロン・ルフロアに続いて史上2人目の快挙であった。
2011年は27盗塁に終わり、レギュラーに定着した2001年以降では初めて30盗塁に届かなかった。オフにFAとなった。

### ホワイトソックス退団後

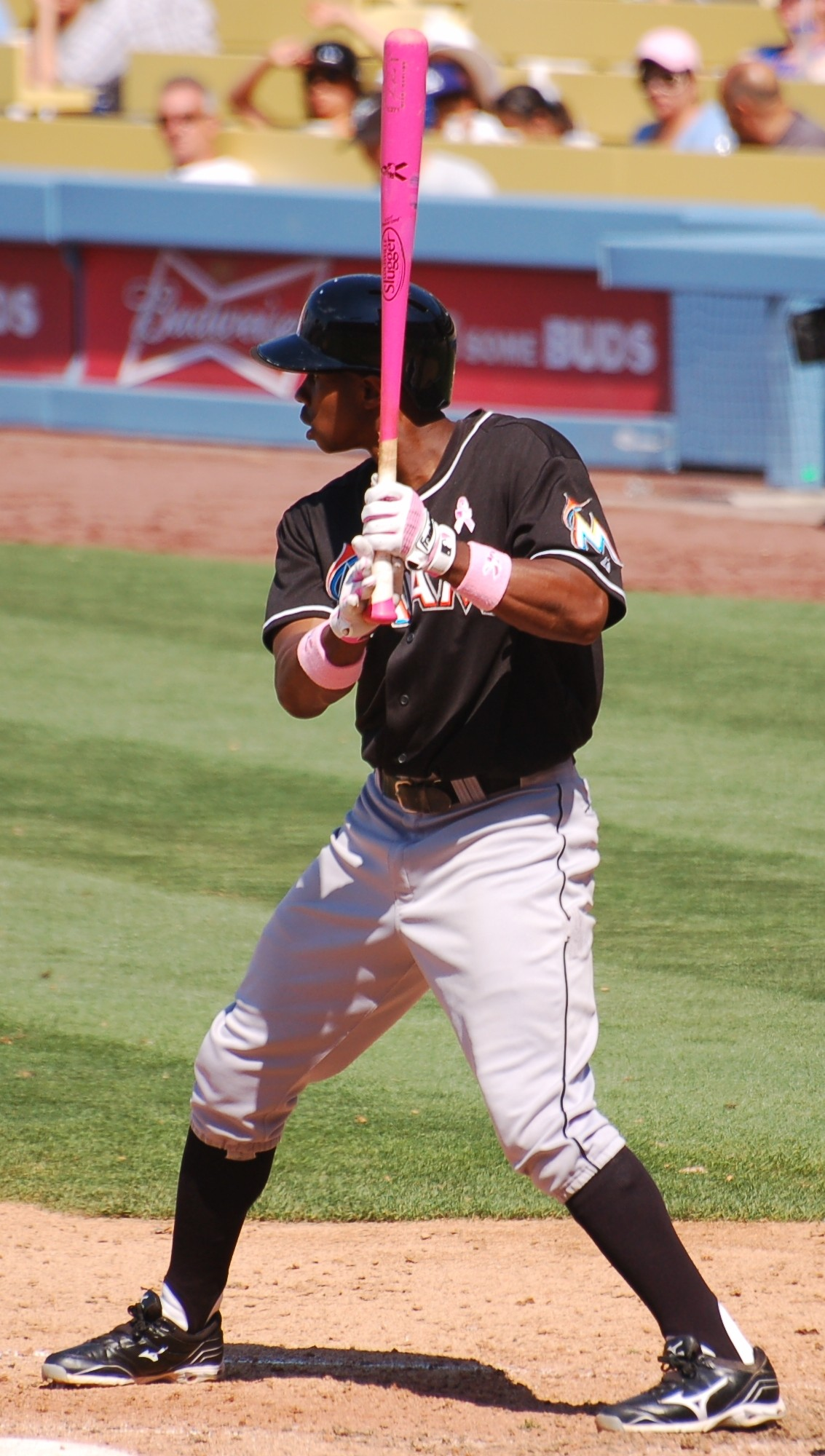
2013年5月12日

2012年1月27日にフィラデルフィア・フィリーズとマイナー契約を結んだが、25人のロースター枠に入り、開幕をメジャーで迎えた。しかし、フィリーズには生え抜きのスター選手で長年1番を打ってきたジミー・ロリンズがおり、ピエールは2番に入ることが多かった。規定打席には届かなかったが打率3割をクリアし、盗塁成功率も向上させて健在ぶりを示した。11月17日にマイアミ・マーリンズと年俸160万ドルの1年契約を結んだ。2005年以来8シーズンぶりの古巣復帰となる。
2013年10月31日にFAとなった。
2014年は所属球団がなく、2015年2月27日に正式に引退を表明する。

## 選手としての特徴
通算盗塁数はメジャー歴代で19位を誇る。2012年までのキャリア13年間での通算盗塁数は591個、シーズン平均で約45.5個と両リーグ通じてメジャートップの盗塁数を記録している。2005年から2007年にかけては3年連続で50盗塁以上を残したが、盗塁王のタイトルはいずれもホセ・レイエスに奪われた。また、盗塁死の数も多く、シーズン最多盗塁死を7回記録している。
打撃面では足の速さを生かして安打を量産する。セーフティーバントや内野安打の数も非常に多く、2001年からの通算内野安打数はイチローに次いでMLB全選手中2位である。セーフティーバントは2007年まで5年連続で1位で通算で335回試み140回成功している（2007年まで）。三振の少なさも際立っており、平均すると16.7打席に1回しか三振しない。プラシド・ポランコやジョー・マウアーを上回り、現役メジャーリーガーではトップの水準を誇る。
故障がほとんどなく、2003年から5年連続で全試合出場を続ける。2007年6月22日にミゲル・テハダの連続試合出場が途切れたため、2007年シーズン終了時点で434試合連続と現役選手では最も連続試合出場が長い選手になった。しかし、2008年はレフトのレギュラーの座をアンドレ・イーシアーと争い、開幕戦でスタメン落ちしてそのまま出番が回ってこなかったため、連続出場記録が途切れた。
尊敬する選手として、トニー・グウィン、ケニー・ロフトンの名を挙げている。

## 獲得タイトル・記録

### タイトル
- 盗塁王 3回：2001年、2003年、2010年

## 年度別打撃成績
| 年 度      | 球 団      | 試 合 | 打 席 | 打 数 | 得 点 | 安 打 | 二 塁 打 | 三 塁 打 | 本 塁 打 | 塁 打 | 打 点 | 盗 塁 | 盗 塁 死 | 犠 打 | 犠 飛 | 四 球 | 敬 遠 | 死 球 | 三 振 | 併 殺 打 | 打 率 | 出 塁 率 | 長 打 率 | O P S |
| ---------- | ---------- | ----- | ----- | ----- | ----- | ----- | -------- | -------- | -------- | ----- | ----- | ----- | -------- | ----- | ----- | ----- | ----- | ----- | ----- | -------- | ----- | -------- | -------- | ----- |
| 2000       | COL        | 51    | 219   | 200   | 26    | 62    | 2        | 0        | 0        | 64    | 20    | 7     | 6        | 4     | 1     | 13    | 0     | 1     | 15    | 2        | .310  | .353     | .320     | .673  |
| 2001       | COL        | 156   | 683   | 617   | 108   | 202   | 26       | 11       | 2        | 256   | 55    | 46    | 17       | 14    | 1     | 41    | 1     | 10    | 29    | 6        | .327  | .378     | .415     | .793  |
| 2002       | COL        | 152   | 640   | 592   | 90    | 170   | 20       | 5        | 1        | 203   | 35    | 47    | 12       | 8     | 0     | 31    | 0     | 9     | 52    | 7        | .287  | .332     | .343     | .675  |
| 2003       | FLA        | 162   | 746   | 668   | 100   | 204   | 28       | 7        | 1        | 249   | 41    | 65    | 20       | 15    | 3     | 55    | 1     | 5     | 35    | 9        | .305  | .361     | .373     | .734  |
| 2004       | FLA        | 162   | 748   | 678   | 100   | 221   | 22       | 12       | 3        | 276   | 49    | 45    | 24       | 15    | 2     | 45    | 1     | 8     | 35    | 9        | .326  | .374     | .407     | .781  |
| 2005       | FLA        | 162   | 718   | 656   | 96    | 181   | 19       | 13       | 2        | 232   | 47    | 57    | 17       | 10    | 2     | 41    | 1     | 9     | 45    | 10       | .276  | .326     | .354     | .680  |
| 2006       | CHC        | 162   | 750   | 699   | 87    | 204   | 32       | 13       | 3        | 271   | 40    | 58    | 20       | 10    | 1     | 32    | 0     | 8     | 38    | 6        | .292  | .330     | .388     | .717  |
| 2007       | LAD        | 162   | 729   | 668   | 96    | 196   | 24       | 8        | 0        | 236   | 41    | 64    | 15       | 20    | 2     | 33    | 0     | 6     | 37    | 10       | .293  | .331     | .353     | .685  |
| 2008       | LAD        | 119   | 406   | 375   | 44    | 106   | 10       | 2        | 1        | 123   | 28    | 40    | 12       | 5     | 1     | 22    | 1     | 3     | 24    | 3        | .283  | .327     | .328     | .655  |
| 2009       | LAD        | 145   | 425   | 380   | 57    | 117   | 16       | 8        | 0        | 149   | 31    | 30    | 12       | 9     | 1     | 27    | 3     | 8     | 27    | 7        | .308  | .365     | .392     | .757  |
| 2010       | CWS        | 160   | 734   | 651   | 96    | 179   | 18       | 3        | 1        | 206   | 47    | 68    | 18       | 15    | 2     | 45    | 0     | 21    | 47    | 8        | .275  | .341     | .316     | .657  |
| 2011       | CWS        | 158   | 711   | 639   | 80    | 178   | 17       | 4        | 2        | 209   | 50    | 27    | 17       | 19    | 3     | 43    | 0     | 7     | 41    | 7        | .279  | .329     | .327     | .657  |
| 2012       | PHI        | 130   | 439   | 394   | 59    | 121   | 10       | 6        | 1        | 146   | 25    | 37    | 7        | 17    | 1     | 23    | 0     | 4     | 27    | 4        | .307  | .351     | .371     | .721  |
| 2013       | MIA        | 113   | 330   | 308   | 36    | 76    | 11       | 2        | 1        | 94    | 8     | 23    | 6        | 6     | 0     | 13    | 0     | 3     | 27    | 4        | .247  | .284     | .305     | .589  |
| 通算：14年 | 通算：14年 | 1994  | 8280  | 7525  | 1075  | 2217  | 255      | 94       | 18       | 2714  | 517   | 614   | 203      | 167   | 20    | 464   | 8     | 102   | 479   | 92       | .295  | .343     | .361     | .704  |

- 各年度の太字はリーグ最高